# Sklop kuća Defilippis
Sklop kuća Defilippis u Nerežišćima, zaštićeno kulturno dobro.

## Opis
Crkva sv. Josipa smještena je na jugoistoku sklopa Defilippis. Dvije stambene kuće s kraja 19. st. su međusobno povezane, a u unutrašnjosti uz crkvu je cisterna s kamenom krunom bunara s grbom. Kuće su tipičan primjer bogate stambene kuće 19. st. na Braču.

## Zaštita
S crkvom sv. Josipa pod istom je oznakom Z-5598 zaveden kao nepokretno kulturno dobro - pojedinačno, pravna statusa zaštićena kulturnog dobra, klasificirano kao "sakralna graditeljska baština".